# Discopteromyia fascipennis
Discopteromyia fascipennis är en tvåvingeart som beskrevs av James 1978. Discopteromyia fascipennis ingår i släktet Discopteromyia och familjen vapenflugor. Inga underarter finns listade i Catalogue of Life.